# آب‌گرم یک
آب‌گرم یک یک منطقهٔ مسکونی در ایران است که در بخش جبالبارز واقع شده‌است. براساس سرشماری مرکز آمار ایران در سال ۱۳۹۵، آب‌گرم یک ۳۹۶ نفر جمعیت دارد.